# Amazoromus
Amazoromus Brescovit & Höfer, 1994 è un genere di ragni appartenente alla famiglia Gnaphosidae.

## Distribuzione
Le quattro specie note di questo genere sono diffuse in Brasile.

## Tassonomia
Non sono stati esaminati esemplari di questo genere dal 2007.
Attualmente, ad aprile 2015, si compone di quattro specie:
- Amazoromus becki Brescovit & Höfer, 1994 — Brasile
- Amazoromus cristus (Platnick & Höfer, 1990) — Brasile
- Amazoromus janauari Brescovit & Höfer, 1994 — Brasile
- Amazoromus kedus Brescovit & Höfer, 1994[2] — Brasile